# Лёффлер, Герман
Герман Лёффлер (нем. Hermann Löffler, 1908, Германская империя — 1978, ФРГ) — немецкий историк, руководящий сотрудник Аненербе, штурмбаннфюрер СС.

## Биография
Изначально работал учителем в гимназии. В 1928 г. вступил в НСДАП, в 1935 г. — в СС. Близко сотрудничал с Гюнтером Францем, унтерштурмфюрером СС, работавшим в Зондеркоманде «H». Работал в СД и Главном управлении расы и поселений СС, затем перешёл в Аненербе, где возглавил исследовательский отдел средних веков и новейшей истории.
Был ассистентом, затем экстраординарным профессором в Страсбургском университете. В 1940 г. защитил в Йене кандидатскую, в 1942 г. в Страсбурге докторскую диссертацию. Считался высококвалифицированным историком. В 1939 г. выпустил меморандум «Конструирование и задачи исторического знания в Германии» (Entwicklung und Aufgaben der Geschichtswissenschaft in Deutschland), в котором выразил своё видение исторической науки в национал-социалистическом государстве.
В ходе денацификации признан «попутчиком». Используя личные и земляческие связи вернулся к академической работе. В 1962—1973 гг. профессор новейшей и современной истории в Высшей педагогической школе в Гейдельберге.